# Paul Odent
Pour les articles homonymes, voir Odent.
Paul Odent, né le 13 octobre 1811 à Paris et mort le 9 décembre 1885 dans la même ville, est un avocat et administrateur français.

## Biographie
D'une famille catholique, d'opinions politiques orléanistes, il épouse en 1820 Élisabeth Robillard, fille d'Alexis Hubert Robillard et petite-fille de Germain-André Soufflot de Palotte. Il sera notamment le beau-père du général Fernand Montaudon et de Charles-Émile Camoin de Vence, et le grand-père de l'épouse de Charles Desjardins.
Après avoir obtenu son doctorat en droit à la Faculté de droit de Paris en 1835, il devient avocat au Conseil du roi et à la Cour de cassation en 1837.
Il entre dans l'administration comme conseiller de la préfecture de Seine-et-Marne en 1844, puis est nommé successivement sous-préfet de Trévoux en février 1848 (remplacé après la révolution), de Forcalquier en janvier 1849, de Villeneuve-d'Agen en février 1849 et de Barney en 1852, conseiller de préfecture et secrétaire général de la préfecture de Seine-Maritime en 1853, sous-préfet de Vendôme en 1856 et de Saint-Quentin en 1858.
Préfet du Haut-Rhin en 1860, de l'Isère de 1864 à 1865 et de la Moselle de 1865 à 1870, Odent occupe ces dernières fonctions durant le siège de Metz en 1870 et se tient à l'écart chez sa belle-famille dans l'Eure durant quelque temps après la reddition de la ville. Il assure par la suite les fonctions de préfet de la Nièvre de 1871 à 1873.
Auteur de divers travaux, il traduit et publie notamment le « Commentaire sur la constitution des États-Unis d'Amérique » de Joseph Story en 1843. Il était membre de la Société des études historiques et de la Société des agriculteurs de France, et président d'honneur de l'Académie impériale de Metz.
Il est officier de l'Université en 1860, officier de l'Instruction publique en 1862 et commandeur de la Légion d'honneur en 1869.
Il est inhumé au cimetière du Père-Lachaise (31e division).

## Publications
- « Commentaire sur la constitution fédérale des États-Unis ... Traduit du commentaire abrégé de J.S., et augmenté des observations de MM. Jefferson, Rawle, de Tocqueville, etc. et de notes sur la jurisprudence et l'organisation judiciaire, par P. Odent » (1843)
- « Commentaire sur la Constitution fédérale des États-Unis, précédé d'un aperçu sur l'histoire des colonies et des États avant l'adoption de la Constitution, Volume 2 » (1843)